# Малий Острожок
Ма́лий Острожо́к — село в Україні, в Уланівській сільській громаді Хмільницького району Вінницької області. Населення становить 119 осіб. В 1797 році в селі збудовано Михайлівську церкву (нині зруйнована). Метричні книги храму знаходяться в Державному архіві Вінницької області.